# Kevin Kuske
Kevin Kuske (n. 4 ianuarie 1979, Potsdam, RDG) este un bober ce a reprezentat Germania, medaliat olimpic. A participat la 5 ediții ale Jocurilor Olimpice (2002, 2006, 2010, 2014, 2018) în care a câștigat 4 medalii de aur și două medalii de argint.